# Boléro (lingerie)
Pour les articles homonymes, voir Boléro (homonymie).
Boléro est une société créée à Roubaix en 1946 par André Silvain.
La marque est rachetée au groupe Lacelier dans le cadre de sa liquidation en juin 2024 par DSP, spécialiste mondiale en lingerie post opératoire et technique, qui souhaite redéployer la marque Boléro sur son segment historique “lingerie premium” et “lingerie care” à compter de 2026. 